# Wólka Kawęcka
Wólka Kawęcka (dawn. Wola Kawęcka) – wieś w Polsce położona w województwie świętokrzyskim, w powiecie jędrzejowskim, w gminie Sobków. Ma status sołectwa.
| SIMC    | Nazwa  | Rodzaj  |
| ------- | ------ | ------- |
| 0270768 | Piaski | kolonia |

W latach 1975–1998 miejscowość administracyjnie należała do województwa kieleckiego.